# 난 그녀와 키스했다
《난 그녀와 키스했다》(프랑스어: Toute première fois)는 2015년 공개된 프랑스의 코미디 영화이다.

## 출연

### 주연
- 피오 마르마이
- 애드리애너 그라지엘
- 래닉 가우트리
- 프랑크 가스탐비드
- 카밀 코탄
- 프레드릭 피에롯

### 조연
- 이사벨레 캔델리어
- 니콜 페로니
- 에티엔 기로디
- 세바스티앙 카스트로
- 다이안 텔